# Solomana Kante
Souleymane Kante o Solomana Kante (Koloni, Kankan, 1922 - Conakry, 23 de novembre de 1987) va ser un escriptor guineà, creador de l'alfabet N'ko per a les llengües mandé d'Àfrica Occidental. N'Ko vol dir 'Jo dic' en totes les llengües mandé.

## Biografia
El seu pare era a càrrec d'una escola privada religiosa. A la mort del seu pare, Solomana, de 19 anys, era massa jove per dirigir sol l'escola. Es dedicà a comerciar amb nou de cola, igual que molts malinkés.
El 1949, durant la lectura d'un article d'un periodista libanès que havia escrit, entre altres coses, que els africans no tenien sistema d'escriptura propi i que semblaven no estar interessats en l'escriptura, i després d'una profunda meditació, va crear l'alfabet N'ko, un sistema de transcripció dels sons de la llengua mandinga, que considerava que li convenia més a la transmissió de coneixements i per a l'ensenyament que els sistemes de transcripció estrangera com l'alfabet alfabet llatí o àrab. L'alfabet fou usat per primer cop a Kankan (Guinea) com a alfabet maninka i es va disseminar entre altres parles mandé d'Àfrica Oriental.

## Obres
- Méthode pratique d'écriture n'ko,Kankan 1961/Siguiri 1993
- Traité de sciences en n'ko, Kankan 1961
- Hatè syllabaire en N'ko ,Abidjan 1982/ Caire 1986,1993,2000,2002,2004,2005,2006/ Kankan 1990/ Conakry 2008,2013/Bamako 2010
- Le but de la lecture de la Fatiha dans tous les rak`ah de la prière musulmane, dans l'école et dans la mosquée, Caire 1994
- Histoire de Samory Touré 1830-1900, Caire 1995, 2004, 2008
- Résumé de l'histoire de la ville de Bambako, ou Bamako,Bamako 2006
- Conseils aux mamans d'Afrique Noire: La bonne façon d'espacer les naissances et la protection contre la grossesse en Afrique Noire, Caire 1995
- Conseils aux mères africaines, Caire 2009
- Les problèmes et les défauts en société, Caire 1992
- Les viscères et les glandes Conakry 1990
- Les quinze signes de la fin du monde Conakry 1999
- La diversité des salutations et les liens de parenté Conakry 1958/1978
- Histoire de Foloningbè 1800-1882Macenta 1993
- Comment introduire et conclure un discours, la bénédiction publique, Caire 1993
- Les ancêtres Adam et Ève ne sont pas à blâmer Caire 2004
- Néologismes politiques N'ko Caire 2004
- Histoire des patronymes mandingues Conakry 1972/ Caire 1990
- L'épopée de Djibriba en N'ko Conakry 1980/ Caire 1997
- La reproduction humaine ou l'insolence pour le non compréhensif en N'ko Caire 1990
- Le piroguier de l'espérance, recueil de poèmes N'ko Caire 1993
- Les règles de la langue, 3ème tome N'ko Bamako 2006
- Traduction N'ko des palmes de DavidConakry 1994
- Histoire des Souverains Traoré de Sikasso - Kènèdougou en N'ko Bamako 2006
- Le saint Coran, et la traduction de son sens en N'ko, langue commune du Manden Médine 1999
- Les qualificatifs et la valeur du Coran Conakry 2003
- L'histoire d'Elhadj Oumar Tall (1791-1864) en N'ko.
- Les bases de la géomancie en N'ko Conakry 2006/Bamako 2010
- Histoire des Mandingues pendant 4000 ans, Tome I (de 2764 avant JC jusqu’à 1234 après JC) Caire 1994, 1997,2002,2004,2008
- Histoire des Mandingues, Tome II, Soundiata Kéïta, fils de Naré Maghan Caire 1994, 1997, 2002, 2004,2008
- Histoire des Mandingues, Tome III, les 135 articles de la charte de Kouroukanfouwa ou kouroukanfouga en N'ko Caire 1994, 1997,2002,2004,2008
- Histoire des Mandingues, Tome IV, les successeurs de Soundiata Kéïta Caire 1994, 1997,2002,2004,2008
- Histoire de la langue commune mandingue et genèse des emprunts arabes Caire 2008
- Histoire des royaumes périphériques de la confédération mandingue et des États qui ont émergé sur ses ruines (1100-1898) Caire 1995, 2004, 2008
- Les proverbes mandingues Caire 2004
- Histoire du Macina : 462 ans d'événements de 1400 à 1862 Bamako 2007
- Petit Livre de littérature N'ko Kouthiala 2011